# Tik Tok RMX
Tik Tok RMX è un brano musicale del rapper italiano Sfera Ebbasta, ultima traccia della riedizione del terzo album in studio Famoso.

## Descrizione
Si tratta di una nuova versione di Tik Tok, brano originariamente realizzato con Gué Pequeno e Marracash e per l'occasione rivisitato insieme ai rapper Geolier e Paky.

## Classifiche
| Classifica (2020) | Posizione massima |
| ----------------- | ----------------- |
| Italia            | 2                 |